# 駐日ベナン大使館
駐日ベナン大使館（フランス語: Ambassade du Bénin au Japon、英語: Embassy of Benin in Japan）は、ベナンが日本の首都東京に設置している大使館である。

## 沿革
1960年8月1日、日本はベナンの独立と同時に承認。翌年の1961年に、両国の外交関係が樹立された。2002年11月、東京に大使館が設立された（それまでは、在中華人民共和国ベナン大使館が兼轄）。

## 所在地
- 住所：〒112-0003 東京都文京区春日一丁目11-14 S.G.ビル8階
- アクセス：東京メトロ南北線・丸ノ内線後楽園駅4a出口、または都営地下鉄三田線春日駅3番出口

## 大使
2025年7月3日より、フンカンリン・マウトン・マチューが臨時代理大使を務めている。

## 著名な在勤者
- ゾマホン・ルフィン - 日本のテレビタレント、元駐日大使（任期: 2012年 - 2016年）

## ギャラリー

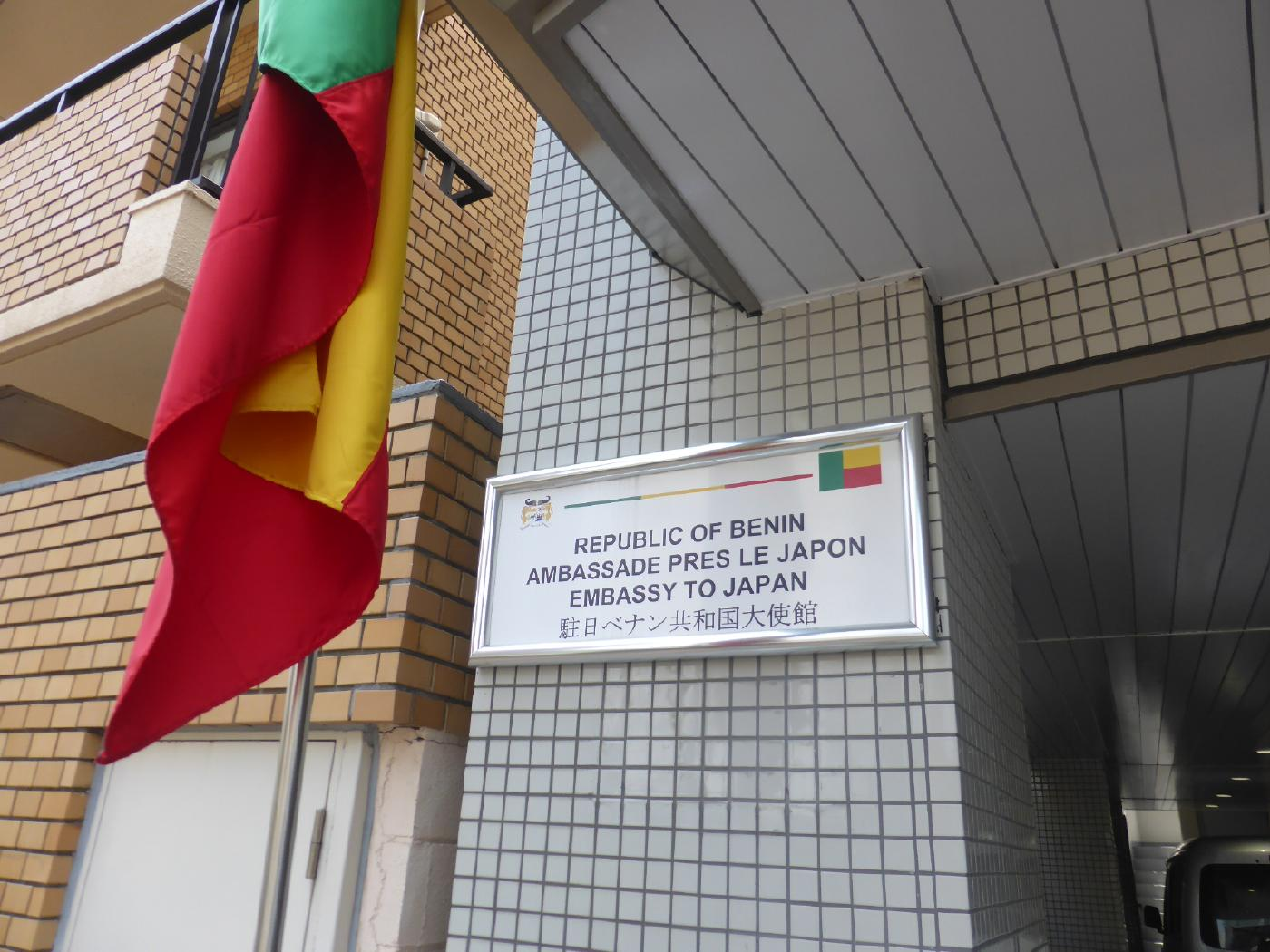
ベナン大使館表札プレート
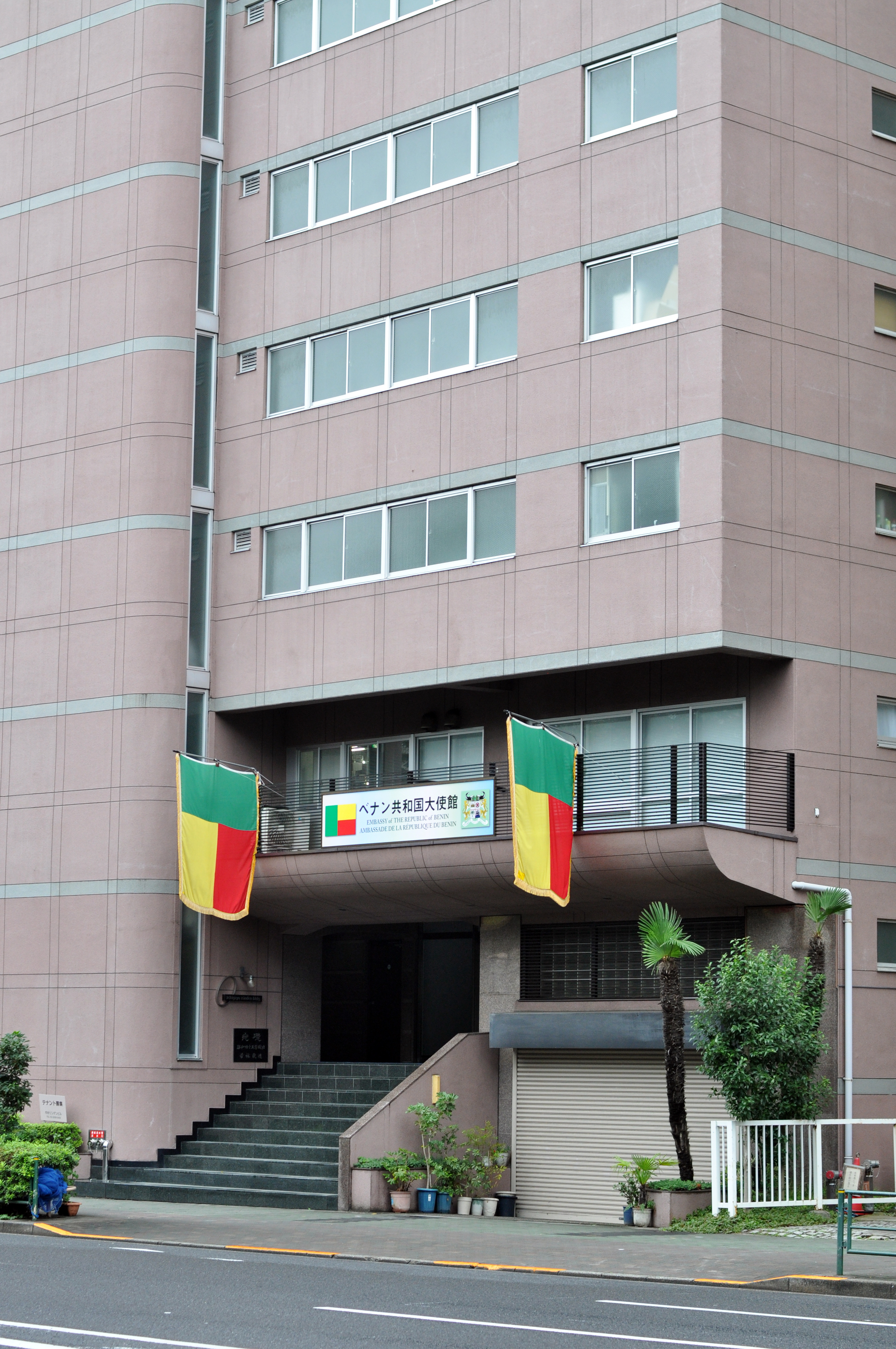
ゾマホン・ルフィン大使在任時の旧ベナン大使館（新宿区市谷）
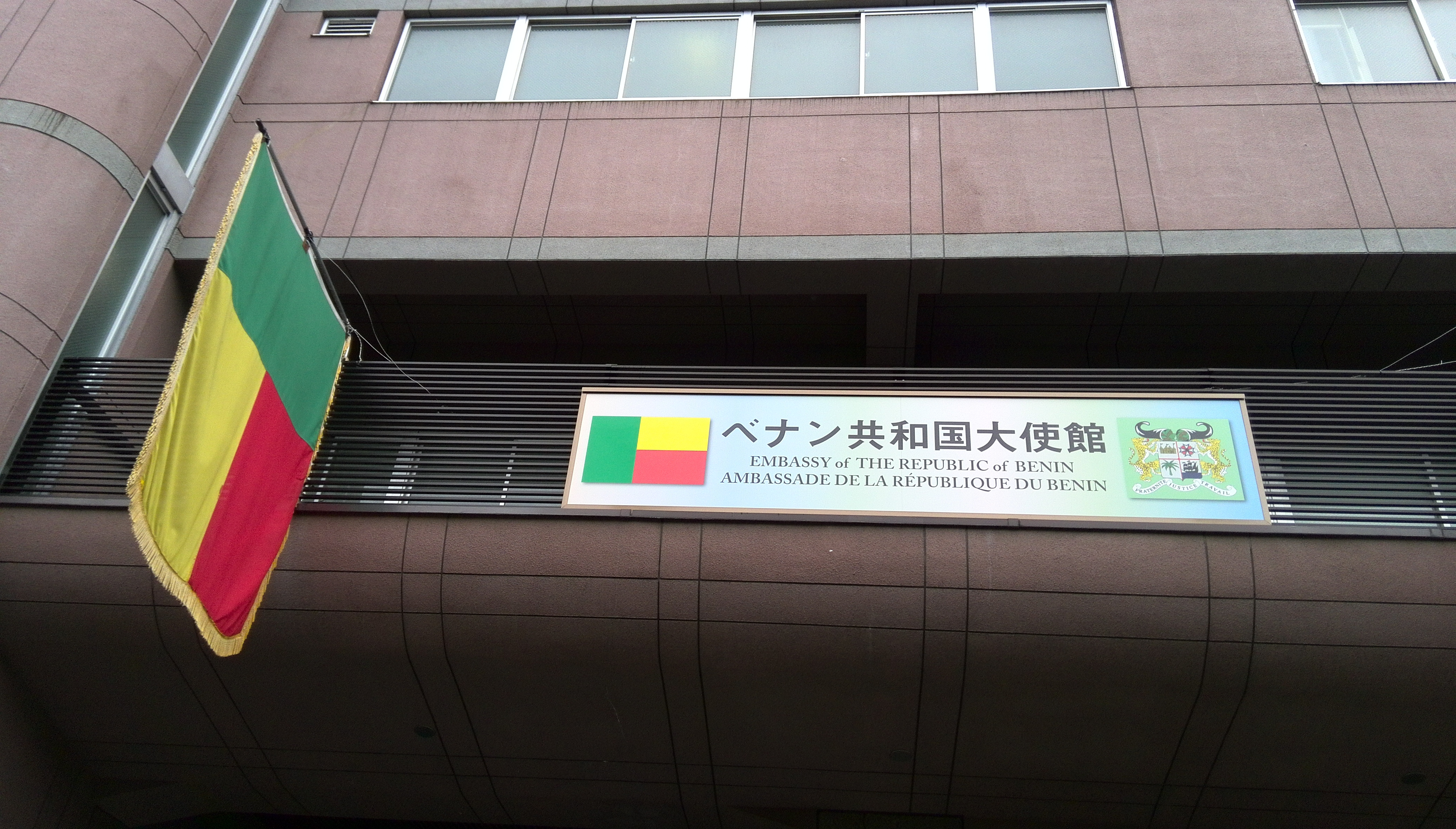
旧ベナン大使館（新宿区市谷）に設置されていた銘板の近影
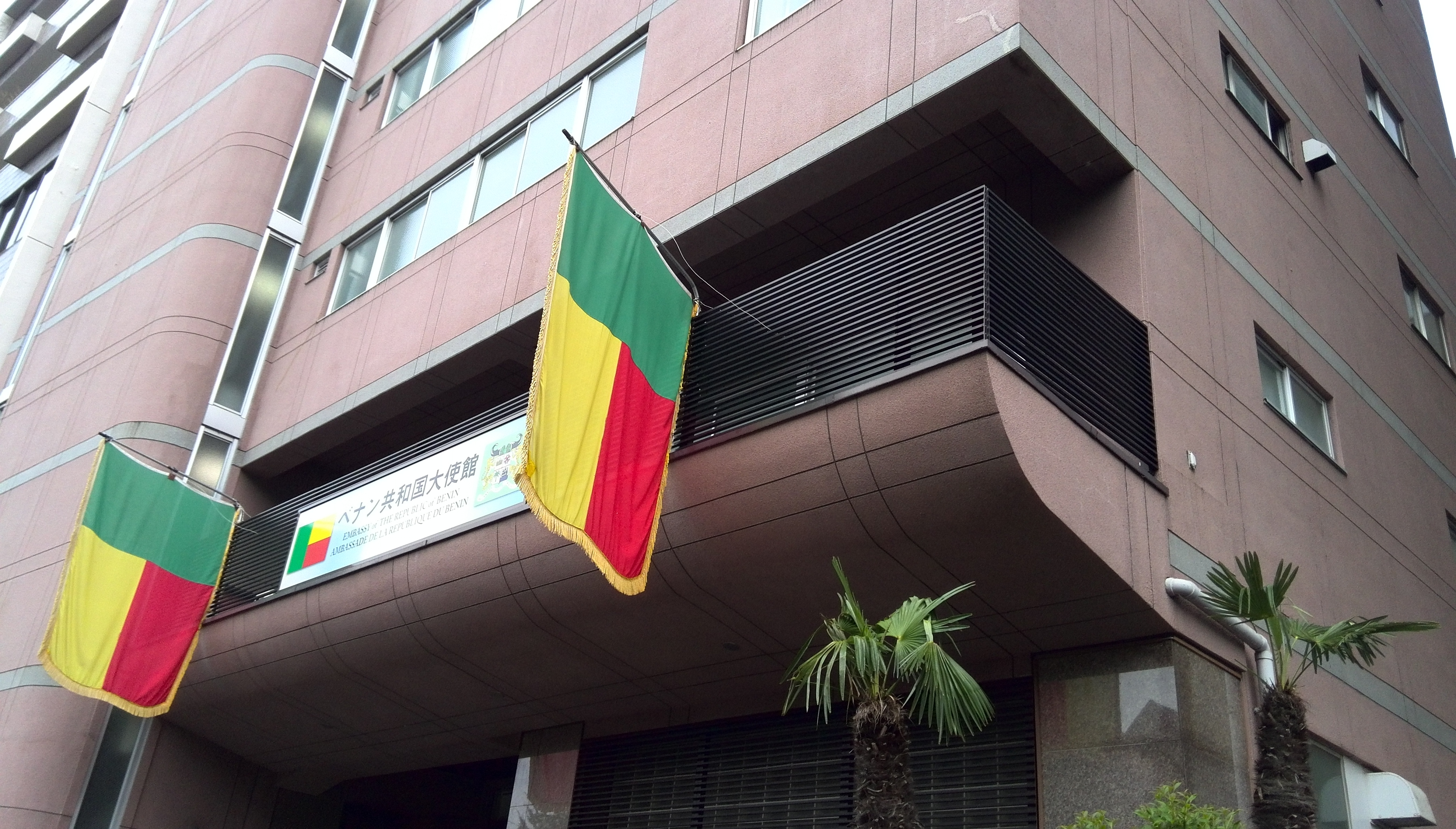
旧ベナン大使館（新宿区市谷）に掲揚されていた国旗の近影